# Distretto di Buča
Il distretto di Buča (in ucraino Бучанський район?, Bučans'kyj rajon) è uno dei distretti dell'oblast' di Kiev, nell'Ucraina centro-settentrionale, con capoluogo la città di Buča.

## Storia
Il distretto è stato istituito nell'ambito della riforma amministrativa del 2020 il 17 luglio 2020 accorpando gran parte dei territori dei distretti di Borodjanka, Kiev-Svjatošyn e Makariv oltre che le città di rilevanza regionale Buča e Irpin'.

## Suddivisioni amministrative
Il distretto è suddiviso in 12 hromada.